# Ленін (криголам)
«Ле́нін» — перший у світі криголам з атомною енергетичною уставою, яка забезпечує його плавання протягом року без поповнення атомного «пального».
Енергетична установка складається з трьох реакторів (один з них резервний для навігації в умовах великої криги), що працюють на збагаченому урані. Вага реактора з захистом становить 3 017 т, витрати пального — кілька десятків грамів на добу. Сповільнювачем нейтронів і теплоносієм є вода. Пара високих параметрів подається на три паротурбіни. Екіпаж і всі механізми надійно захищено від радіоактивного випромінювання. На криголамі запроваджено дистанційне керування всіма механізмами. Режимом енергетичної устави керує оператор безпосередньо з ходової рубки.
Основні дані криголама:
- тоннаж 16 000 т,
- потужність 44 000 к. с. (найпотужніший у світі),
- довжина 134 м,
- ширина 27,6 м,
- швидкість по чистій воді 18 миль за 1 год., по кризі товщиною до 2,4 м — 2 милі за 1 год.

На борту криголама є вертольоти для льодової розвідки.
Криголам закладено 17 липня 1956 в м. Ленінграді/
Спущений на воду 5 грудня 1957.
Став до ладу діючих кораблів СРСР 11 грудня 1959 року.
Для перезарядки ядерного палива використовувалося допоміжне судно «Лепсе».